# 變形金剛：復仇之戰
是一部於2009年上映的真人拍攝電影，根據變形金剛系列和其玩具產品改編，與前集《變形金剛》一樣由麥可·貝執導。影片延續了上一部的剧情，增加了更多的金剛，并将场景延伸至包括法国、埃及、中国、約旦在内的眾多國家。
本作的續集為《變形金剛：黑月降臨》。

## 劇情簡介
上次大戰後，失去了首領的狂派潛藏在世界各地；與人類結盟的博派金剛在柯博文的率領下，則是四處打擊狂派，捍衛地球。與此同時，男主角山姆（西亞·李畢福飾演）已經是個準備上大學的大一新生。準備出外求學的他，在家中打包行李時，意外的發現火種源殘留下的一小塊碎片，且無意間被植入領導母體的知識，而這碎片中蘊含的符號，無時無刻的浮現在山姆的腦海中；山姆在吸收火種源信息後，立即擁有超凡的學習力，山姆意識到，是接觸火種源碎片才導致這一切。
在狂派金剛的努力下，密卡登再次從海中復活，並與墮落金剛合作，希望能得到山姆腦中的符號，找到隱藏在地球上能開啟的“超能源”機器的鑰匙：領導母體，用來得到變形金剛所需要的永恆能源。
山姆一行人被粉碎者抓住，並將他們帶到密卡登面前，就在密卡登要取下山姆腦袋時，博派金剛及時趕到，將山姆救下，山姆被柯博文救走，但狂派金剛隨即到來，柯博文只能一邊面對三名敵人的攻擊，一邊保護山姆，雖然柯博文亮起雙刀，砍掉天王星的一隻手臂，又很快將粉碎者頭顱撕成兩半將其殺死，但在尋找山姆時，被密卡登從背後偷襲，刺穿了核心，就這樣，柯博文為了保護山姆而死。
一行人在航天博物館找到天火，並用火種源的碎片復活它，雖然天火因為長時間能量不足而生鏽，記憶也變得混亂不清，但在看了山姆在地上畫的文字後，便帶他們、前第七區探員西蒙斯等人穿越到埃及。
幾經波折，山姆終於解開腦中符號的義涵，但尋得的領導母體卻在眼前粉碎成粉而陷入困局；時狂派也得到透過音波竊得的指示，到了埃及，並想要奪得山姆手中的領導母體來開啟超能源機器，毀滅人類世界。
此時美軍到達，博派和人類合力與狂派展開大會戰，經過激烈火拼，隨後狂派和博派互有損傷，因此狂派大力神出動了，大力神對上剎車和擋泥板跟西蒙斯和里歐隨後大力神把擋泥板給吞了，沒想到擋泥板反而把大力神的臉打破逃了出來隨後跟剎車一起攻擊大力神，大力神最後舉起右手反擊，但被剎車和擋泥板躲過了，大力神也沒再追擊開始往金字塔走了。
這時西蒙斯與里歐告別之後變去追大力神，狂派和人類博派繼續戰鬥。
後來狂派節節敗退，加上密卡登發現了山姆因此也上陣了，隨後西蒙斯與第五艦隊的第三航母戰鬥群求助，大力神正要挖出太陽毀滅器，但後來慘被基德號驅逐艦的艦載電磁軌道砲擊殺。
後來F22戰機的空中支援來了，但在轟炸的時候山姆跟其他人走散了，隨後被密卡登轟了一砲，但密卡登隨後也被其他人類用戰車和機關槍打跑了。
在埃及大戰中山姆不幸被密卡登擊中重傷昏死，但山姆在彌留時見到了其他6位先鋒至尊，後者肯定山姆的身先士卒而具備擁有領導母體的資格，隨後即時甦醒並取得領導母體而救活了柯博文，但馬上又被突然出现的墮落金剛搶走，也利用領導母體開啟了金字塔頂部的太陽毀滅器。威廉看見立即指揮軍隊攻擊以摧毀太陽毀滅器，但被墮落金剛以意念移物的能力移動全部武器至金字塔頂部，並將它們扔下了金字塔。
天火親眼觀看後震驚不已，但深明「只有至尊金剛能擊敗墮落金剛」的事實，天火決定犧牲自己，而柯博文在搖擺幫助下將天火的母體以及身體合體成柯博文身上的強化武器後，柯博文因此成了擁有強大力量和武器的天火柯博文，並與其他F-22一起飛向金字塔。
墮落金剛移動石頭將金字塔圍起來，把所有F-22打下來，但天火柯博文將所有石頭撞碎、撞開墮落金剛並用右手一炮擊毀了太陽毀滅器。隨後墮落金剛直擊天火柯博文，卻受制有天火身軀戰力加持的柯博文而陷入膠著。此前被撞下金字塔的密卡登從後方偷襲天火柯博文，但天火柯博文基本能以一敵二並和密卡登和墮落金剛兩人混戰。密卡登在和天火柯博文膠戰時不但發現自已的右臂融合炮和手劍對後者毫無效果，更被柯博文輕易拆掉手劍、反轟右臉、斬掉右臂，隨後受天火推進器改進的融合炮兩砲打飛重創而狼狽落敗，無法還擊便向天王星求救。之後天火柯博文轉向攻擊墮落金剛，墮落金剛反擊時拆掉了柯博文左肩上的推进器但難傷後者分毫。最後墮落金剛的面具被柯博文扯下，核心也被掏出捏碎，墮落金剛自此倒下。
這個畫面被密卡登和天王星看見，密卡登不敢相信墮落金剛敗了，天王星則勸密卡登先撤退，身受重傷且無力作戰的麥卡登自知現狀只能和天王星一起撤退。
隨後柯博文也脫下了天火剩下的裝備，這次的戰爭也是博派和人類勝利，世界也再次恢復了和平。

## 角色及演員

### 人類
| 角色                                               | 演員            | 介紹 |
| 山姆·魏瓦奇（Sam Witwicky）                        | 西亞·李畢福     | 故事中的人類主角，渴望過正常人的大學生活，可惜還是落入變形金剛的戰爭中，是個聰明的男生，也是第一集的男主角，在第一集的尖峰時刻，洛杉磯之戰中想到把火種源塞入擎天柱的胸中的同歸於燼原理，把火種源塞入密卡登的胸中，導致密卡登吸收過多能量而死亡。 |
| 米凱拉·班斯（Mikaela Banes）                       | 梅根·福克斯     | 山姆的女朋友，修車場員工。和山姆出生入死找尋真相及一起逃亡，他的老爸曾經是竊車犯，目前已出獄。 |
| 里歐‧史皮茲（Leo Spitz）                           | 雷蒙·羅德里奎茲 | 山姆的大學室友，外星人狂熱者，為了尋找天火而脫掉褲子跟警衛要衛生紙（其實是要用手上的電擊棒電昏警衛）後來不只電到警衛，還電到自己麻痺。復活之戰中逃亡時面對天王星的攻擊才懂得流淚大哭後來又被西蒙斯用電擊棒電昏。                                 |
| 西摩·雷吉·西蒙斯或西門斯（Seymour Reggie Simmons） | 約翰·特托羅     | 生肉店老闆的兒子，也是店員，在第一集中是Sector-7(第7區)特務指揮官不過因為第一集的事件第七區遭解散開除，和里歐在網路上是同好者，在埃及中幫助山姆尋找真相及復活之戰中與山姆、蜜琪及里歐組成逃亡四人組。                                            |
| 威廉·藍尼（William Lennox）                        | 喬許·杜漢默     | 美國軍人，在上次的戰爭之後完全信任博派，現為NEST所屬之現場指揮官，上校階級。與鐵皮並肩作戰。 |
| 羅伯特·艾普斯（Robert Epps）                       | 泰瑞斯·吉布森   | 美國軍人，在上次的戰爭之後完全信任博派，現同樣也屬於NEST，階級為士官長。與斯偉伯並肩作戰。 |
| 朗/榮恩·魏瓦奇（Ron Witwicky）                     | 凱文·唐恩       | 山姆的父親，於巴黎殞落一章中與妻子一同被狂派變形金剛密克斯綁架。 |
| 茱蒂·魏瓦奇（Judy Witwicky）                       | 茱莉·懷特       | 山姆的古怪母親，常常口不擇言。 |
| 葛拉漢（Graham）                                   | 馬修·馬德森     | 里歐的同學，同外星人的狂熱者。 |
| 查克（Chuck）                                      | 亞倫·希爾       | 里歐同學，同外星人狂熱者。 |
| 塞奧德亞·葛洛威                                    |                 | 美國國家安全顧問，對於NEST和博派抱著不信任態度，也藉著背後有美國總統（根據劇中台詞推斷，本作的美國總統是巴拉克·歐巴馬）經常對NEST頤指氣使，在電影中被藍尼用降落傘惡整，從飛機飄下埃及中。                                                        |
| 巴拉克·海珊·歐巴馬二世（Barack Hussein Obama II）  |                 | 葛洛威在嘴中說出的名字，是美國第44任前任總統，也是美國第一位黑人總統，於2009年1月20日就職。 |

### 博派
| 角色                    | 配音            | 粵語配音（TVB） | 介紹 |
| 柯博文（Optimus Prime） | 彼得·庫倫       | 招世亮          | NEST的成員，掃描Peterbilt 379美式貨車。電影中為了保護山姆而死。後來山姆將領導母體（或稱原型矩陣）插在其身上而甦醒，後來被墮落金剛搶走。而後天火犧牲自己，把自己的母體以及身體變成擎天柱身上的強化武器後，擊退了密卡登和墮落金剛。是七名至尊金剛（Prime）的後裔。 |

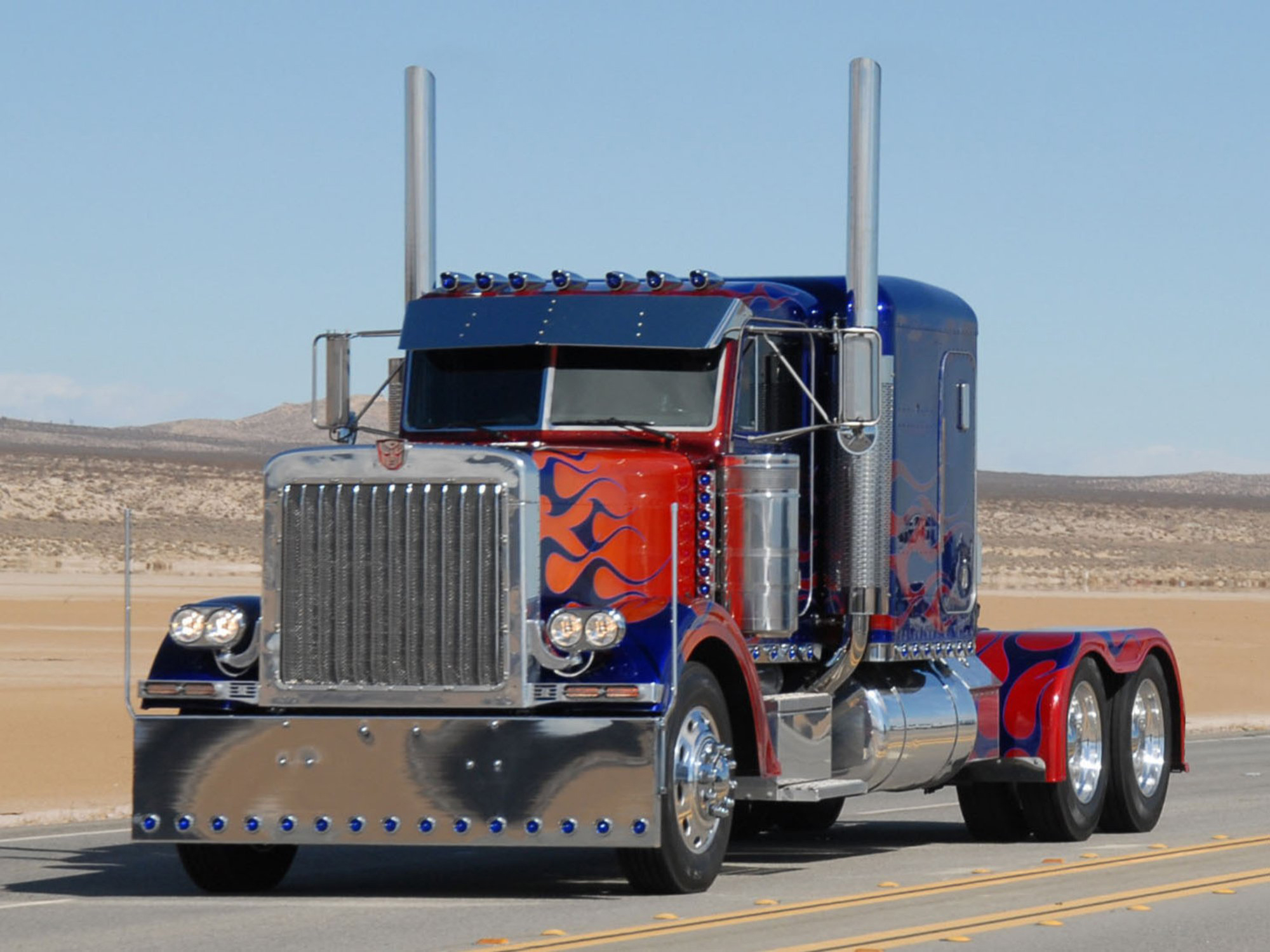
擎天柱卡車模式，目前亞洲地區非常少有這種有鼻頭的卡車

| 大黃蜂（Bumblebee）     |                 |                 | NEST的成員，因NEST成立初期被指派保護山姆，所以在中國之戰以及其他後期任務並無出現，掃描黃色2010年雪佛蘭Camaro Z/26跑車，在第一集中，發音系統被密卡登破壞，而不能講話，後來借助广播可以說話，但是在漫畫「Movie Prequel Alliance（共4冊）」中再度被天王星破壞。是山姆的車子也是好朋友。 ps 在電影中在埃及遺跡的片段中，大黃蜂受不了剎車與擋泥板兩兄弟在一旁吵架而把他們丟出遺跡。 |
| 铁皮（Ironhide）        | 傑斯·赫聶爾     | 林保全          | NEST的成員，掃描黑色GMC TopKick 6500型 四門貨車，在NEST中是藍尼少校的夥伴，在車門兩側都擁有NEST的標誌。 |
| 救护车（Ratchet）       | 羅伯特·福斯沃斯 | 古明華          | NEST的成員，掃描青綠色悍馬H2救護車。在本片中和第一集一樣沒有特別突出的表現，在引擎蓋上有NEST的標誌。 |
| 天火（JetFire）         | Mark Ryan       | 盧國權          | 掃描黑色洛克希德·馬丁SR-71黑鳥式偵察機。原效力於狂派，並且奉命尋找毀滅太陽的裝置，後因找不到裝置且看不慣密卡登與墮落金剛的作風而倒戈投靠博派。機身底部與機翼尾端皆有狂派標誌。 |
| 橫砲（Sideswipe）       | André Sogliuzzo | 梁偉德          | NEST的成員，是愛普斯士官長的夥伴，掃描銀色Chevrolet Corvette Stingray Concept概念跑車。 |
| 刹车（Skids）           | Tom Kenny       |                 | NEST的成員，與擋泥板為雙胞胎兄弟，在片中身為老哥，是最常K擋泥板的人。在電影中原本為合體冰淇淋車的前半身，後掃描青色Chevrolet Beat概念車，嘴唇有金銀兩色的大暴牙。跟甩輪是同一個配音員，Tom Kenny曾經配音過海綿寶寶的主角，以及飾演海綿寶寶中的頭號粉絲俱樂部主席，海盜—阿西（派奇）。 |
| 挡泥板（Mudflap）       | Reno Wilson     | 馮錦堂          | NEST的成員，與剎車為雙胞胎兄弟，在片中身為老弟。在電影中原本為合體冰淇淋車後半身，後掃描橙紅色Chevrolet Trax概念車，原本擋泥板想要掃描雪佛蘭的Beat概念車，後來被自己的老哥，剎車K後，才變為雪佛蘭的Trax概念車。 |
| 摇摆（Jolt）            |                 |                 | NEST的成員，掃描藍色Chevrolet Volt混合動力跑車，在本片中沒有任合對話，在埃及之戰中，幫擎天柱與天火合成強化武器。 |
| 转轮（Wheelie）         | Tom Kenny       | 關令翹          | 掃瞄藍色大腳遙控車。在電影中原本為狂派變形金剛，後來因得知天火加入博派後，才投靠博派，跟剎車是同一個配音員（真相是因為被蜜琪所迷惑，在片中，是位既可憐又搞笑的角色）。 |
| 阿尔茜（Arcee）         | Grey DeLisle    |                 | NEST的成員，為三段構成式賽博坦人（Tripartite Cybertronian），分成紅、藍、紫三個組件。（玩具可以合體，但是電影之中並未出現合體模式）。紅色組件掃描粉2008年Ducati 848重型機車；藍色組件掃描2008年Suzuki B-King重型機車；紫色組件掃描掃描MV Agusta F4機車。 阿尔茜在上海的戰鬥中相當活躍，最後在埃及的戰役中，紅色組件與紫色組件被流彈波及到後沒再出現。三個組件皆有虛擬駕駛（Erin Naas飾演）。 附註：阿尔茜的藍色與紫色組件在影片、小說、以及漫畫中為雅希的一部分，並非不同的角色，也沒有個別的名稱。但是在玩具包裝的介紹上，藍色組件為一名獨立角色克密亞（）；紫色組件則成為另一名獨立角色艾莉塔（Elita-1）。 |
| 艾丽塔（Elita One）     | Grey DeLisle    |                 | |
| 克劳莉亚（Chromia）     | Grey DeLisle    |                 | |
| NEST                    |                 |                 | 由美國、英國，以及博派所成立的特殊部隊，專門追擊在地球上活動的狂派變形金剛的精英組織。指揮官為威廉·藍尼少校擔任。羅伯特·愛普斯士官長也屬於這個團隊。不過身為美國國家安全顧問的葛洛威非常不信任這個團隊也非常厭惡博派變形金剛，曾一度差點造成NEST瓦解。 |

### 狂派
| 角色                   | 配音            | 粵語配音（TVB） | 介紹 |
| 墮落金剛（The Fallen） | 東尼·陶德       | 林國雄          | 七個變形金剛至尊之一，古老的變形金剛，自稱為狂派最偉大的領導者，七位至尊曾協議，不能夠利用原能矩陣消滅有生命出現的星系恆星以獲取能量，墮落金剛想破壞規條消滅人類，以獲取太陽的能量，其餘六位至尊犧牲自己的生命把原能矩陣封印在埃及某處，一直想摧毀太陽的他在賽博坦星內休息和等待時機復仇。變形後是一架賽博坦鳥型飛機。地位高到狂派首領密卡登見到他時，也只能對他必恭必敬。墮落金剛和其他至尊不同處在於：它具有意念移物的能力。最後被天火柯柏文殺害。 |
| 密卡登（Megatron）     | 雨果·威明       | 葉振聲          | 和聲波一樣擁有三段式變形，可變為賽博坦坦克、噴射戰鬥機。原已沉到海底，經過兩年的時間，麥加登本體已生鏽，戰力大不如前，但經由聲波利用美國人造衛星取得其位置後所救起，為了救活它，有一隻與廢鐵同型的狂派工程車金剛被殺死拆解，使密卡登成為一台坦克。最後不敵有強化武器的擎天柱而與天王星逃離，是狂派的首領也是墮落金剛的門徒。 |
| 天王星（Starscream）   | 查理·安德勒     | 張錦江          | 狂派的暫時首領，掃瞄洛克希德·馬丁F-22猛禽式戰鬥機，機身上擁有狂派標誌以及賽博坦古文字紋路。最後隨著密卡登一起逃離，劇中也有跟Generation One卡通一樣被密卡登責罵與毆打的畫面。 |
| 艾莉絲（Alice）        | 伊莎貝爾·盧卡斯 |                 | 掃瞄艾莉絲的夢遊仙境主角的人型雕塑。後來蜜琪在開車逃亡中。艾莉絲干擾車前視線，後來被撞死。（電影中說到艾莉絲原為住在費城的女學生，後來被狂派變形金剛刺殺）。艾莉絲採用了偽裝者（Pretender）的概念，以人類為擬態。 |
| 冲浪板（Grindor）      |                 |                 | 掃瞄西科斯基CH-53E (依據英文维基百科)，可載運蠍子，與前集黑魔（Blackout）（扫描西科斯基MH-53）並非同一人，後被擎天柱把頭撕成一半而死。 |
| 巨蝎怪（Scorponok）    |                 |                 | 賽博坦原型機械獸，但貌似地球上的蠍子，外貌是黑灰色，在攻擊天火時被天火爆頭而死。 |
| 破坏者 （Demolishor）  |                 |                 | 掃描Terex O&K RH400礦用反鏟式挖掘機，與清道夫同型，片頭時上海之戰出現，被擎天柱近距離轟掉頭部。 |
| 边路（Sideways）       |                 |                 | 掃描銀色奧迪R8跑車，片頭時上海之戰出現，變型為車輛模式逃亡，先後跳進貧民窟，並甩開了剎車及、挡泥板等博派成員，但最終被橫砲一刀兩斷而亡。 |
| 聲波（Soundwave）      | Frank Welker    | 伍博民          | 和密卡登一樣擁有三段式變形，賽博坦原型飛機，可變兩種樣式，後侵入美國的人造衛星。 聲音有如兩個人在講話，並且完全沒有音調。 |
| 机器狗（Ravage）       |                 |                 | 原型是動畫片版裡聲波的卡帶戰士--機器狗，在真人電影裡機器狗是頭兇狠、野蠻的機械野獸，後來被大黃蜂撕成一半。 |
| 疾瘋（Frenzy）         |                 |                 | 原型是動畫片版裡聲波的卡帶戰士，第一集被自己射出的飛鏢打死，第二集變成了西摩·雷吉·西蒙斯地下密室中的標本，且只剩被飛鏢切掉的頭部。 |
| 怪醫（Scalpel）        |                 |                 | 掃瞄顯微鏡。屬於狂派陣營的專業醫護官。曾為了取得超能量機器的所在位置，差點將山姆的腦袋剖開。 |
| 大力神（Devastator）   |                 |                 | 是由七種狂派工程車金剛所合體的強大金剛，所有合體的狂派變形金剛都死於美軍軍艦上的機密武器電磁砲，以下名單為大力神合體的成員。 |
| 搅拌机（Mixmaster）    |                 |                 | 掃描黑銀相間的Mack Cement Mixer混凝土攪拌車，是大力神的頭部。 |
| 鏟土機（Scrapper）     |                 |                 | 掃描黄色Caterpillar 992G型輪式推土机，是大力神的右臂。 |
| 高塔（Hightower）      |                 |                 | 掃描黄色Kobelco CK2500型履帶桁架式起重機，是大力神的左臂。 |
| 廢鐵（Scrapmetal）     |                 |                 | 掃描黄色履帶式挖掘機，是大力神的左前臂。 |
| 清扫机（Scavenger）    |                 |                 | 掃描红色O&K/Terex RH400型反鏟式礦用挖土机，是大力神的前胸，與破壞者同型。 |
| 拖斗（Long Haul）      |                 |                 | 掃描绿色Caterpillar 773B型號鏟礦用砂石車，是大力神的右腿。 |
| 狂暴（Rampage）        |                 |                 | 掃描浅褐色Caterpillar D9L型推土机，是大力神的左腿。 |
| 超載（Overload）       |                 |                 | 掃描红色Komatsu HD465-7鏟礦用砂石車，是大力神的后背。 |

片中還有很多未命名的狂派變形金剛出現在地球，如片尾復活一戰中除了天王星召集的狂派機器人外，例如在山姆家因為火種源碎片的力量而變成的果汁機、吸塵器、微波爐、烤麵包機…等幾隻，找出山姆和蜜琪的位置的狂派偵查飛蟲，但都是很容易被擊倒的狂派變形金剛。

## 製作
導演麥可·貝和編劇羅伯托·奧利奇提到，續集中將有更多的“金剛”出場，博派和狂派兩方陣營各有十名新角色，包括“音波”、“戰犬”以及組合金剛“大力神”，此外首度加入女金剛—摩托車“雅希”，而死去的密卡登也會復活。雙方戰場也擴及到中國上海和埃及，開場中國遭到襲擊的動作場面，則是虛擬打造的中國鋼廠，這場戲實際在美國賓夕法尼亞州東部的工業城市伯利恆取景。而埃及則是實景拍攝金字塔場面，以及北部城鎮盧克索與帝王谷。劇組還到費城、賓夕法尼亞大學、美國亞利桑那州的空軍基地等地拍攝。

## 音樂
美國搖滾樂團聯合公園曾為《變形金剛》演唱主題曲「What I've Done」，續集《變形金剛：復仇之戰》的主題曲再次交由聯合公園來製作，演唱新片主題曲「New Divide」，電影原聲帶將與電影同步發行。

## 上映与票房
本片于2009年6月8日在日本东京首映，6月19日在英国上映，并于6月24日起开始在北美、亚洲等地上映，而台灣提前至6月23日上映。
尽管受到的评价不高，但该片于北美上映首夜午夜场即收入1600万美元的票房，首映全天共计6200万美元，首週票房成绩为1.089亿美元。北美開片第二週跌幅60%不小，即和《冰原歷險記3：恐龍現身》票房打成平手，三天票房收入略估皆收在4250萬美元，不過北美總票房已累計到2.934億美元。
中国大陸方面，于6月24日首映，当日便创造了3317万元人民币的票房新纪录，首週票房近2.3亿元人民币。其后票房以4天过亿、8天过2亿、12天过3亿的惊人速度向上攀升，并在上映17天后以突破3.6亿元人民币的票房成绩，打破于1997年上映的《泰坦尼克号》创造的全国票房最高纪录，中国最高票房纪录沉寂了整整12年后终于易主。由于暑期观影人气还在上升，本片的票房成绩最终落在4.3亿。
香港方面，上映首日取得390万港元。在众多影片中，以《变形金刚：狂派再起》的成绩最好，累积票房收入达4790多万港元，成为整个暑假档期的票房总冠军。
台灣方面，首日票房為新台幣2000萬元；首週六天票房為新台幣2億元；最終全台票房為新台幣5.7億元。

## 反映
在韓國首爾首映會上，由導演本人澄清中國上映的版本將不會刪除上海戲份。事實上，在中國上映的版本中，有關“上海”的劇情對白被删除，電影中出現的上海地標建築東方明珠塔也被刪去。
影片的口碑不佳，甚至自己都承认自己拍烂了。《华尔街日报》评论说这是一部“包着黄金的大便”。导演迈克尔贝则认为：“这部电影最大的问题在于故事走进了一个过于架空的神秘世界里。我现在回头再看这部电影，感觉简直太烂了。里面有太多要交代的故事，还有一些感觉上断开的地方。”不过迈克尔贝认为原因是当时编剧罢工事件所致，“我们只有三个星期的时间完成脚本，开拍时只有14页纸的故事梗概。在这种情况下拍电影，还是一部压力巨大的续集电影，简直太扯淡了。”
事實上原本劇本打算將大部分鏡頭注目在變形金剛們身上，而且打鬥場面原本有更深刻精采、最經典的描寫，但後來劇本被改寫重來，劇情反而都著重在人類上，都是導致本片失敗的一大原因。
此電影亦獲金酸莓獎評為年度最差電影、最差劇本、最差電影續集等。

## 穿幫鏡頭
1. 在F16戰機轟炸時，有名民眾被炸到，後方出現疑似導演的人拿著大聲公。
2. 在F16戰機轟炸時，有攝影機出現在右下角。
3. 在F16戰機轟炸時，石頭旁有一雙拖鞋和疑似手指頭的東西。
4. 在F16戰機轟炸時，一人明被炸到卻沒反應。
5. 山姆被炸昏時左臉頰有燒傷傷口，醒來之後傷口又不見了。
6. 在派對上山姆拿了一杯飲料，飲料是滿的，但下一個鏡頭飲料竟然少了一半。
7. 狂派艾莉絲追殺主角時蜜琪穿的是高跟鞋，但到圖書館時變成平跟鞋。
8. 開頭背景是白天的中國上海，而字幕則寫22點14分，應該是晚上的時間才對。
9. 山姆在學校階梯那邊掉了東西要撿的時候，後面右邊出現3個女學生走了階梯，下一個鏡頭接手機對話3個女學生應該走完階梯了，但下一個鏡頭3個女學生又從後面走一次階梯。
10. 狂派襲擊航空母艦時，母艦上有許多F-14雄貓式戰鬥機，不過F-14雄貓式戰鬥機已經在2006年9月22日退役，美軍不可能再使用F14。
11. 剛開始時女主角正要親吻男主角時，男主角後面疑似是攝影機的影子。
12. 女主角開車撞狂派艾莉絲，車子前面損毀，但逃離學校畫面時車子變成左邊車頭燈損毀。
13. 前第七區特工西蒙斯引導美軍亞里·伯克級驅逐艦攻擊在卡夫拉金字塔上挖掘能量武器的狂派金剛大力神，西蒙斯與大力神應當處於同一金字塔上，但一幕中西蒙斯身後的背景卻出現頂上空無一物的卡夫拉金字塔。

## 市场营销

### 漫畫
「變形金剛：墮落者的復仇真人電影前傳：挑戰」
原名：Transformers：Revenge of the Fallen：Movie Prequel Defiance
冊數：4冊
出版社：IDW
故事是描寫變形金剛真人電影的內戰的起因，是真人電影系列故事的原點。
「變形金剛：墮落者的復仇真人電影前傳：同盟」
原名：Transformers：Revenge of the Fallen：Movie Prequel Alliance
冊數：4冊
出版社：IDW
故事是接在第一集的拉斯維加斯大戰之後，博派與美軍組成一支強大的打擊部隊。追擊陸續來到地球的狂派部隊。
「變形金剛：墮落者的復仇真人電影漫畫版」
原名：Transformers：Revenge of the Fallen：Movie Adaptation 
冊數：4冊
出版社：IDW
是電影改編而成的漫畫，但故事結局與真人電影不同，在改編漫畫中墮落金剛是被與天火合體的擎天柱給封印回異空間裡。
「變形金剛：復仇之戰真人電影：墮落者的傳奇」
原名為Transformers Revenge of the Fallen：Transformers: Tales of the Fallen
冊數：6冊
出版社：IDW
故事是以大黃蜂、斯偉伯、天火、墮落金剛、戰犬、雅希等人的遭遇為故事題材。
「變形金剛：真人電影前傳：窮凶極惡」
原名：Transformers: Nefarious
出版社：IDW
故事在描述變形金剛：復仇之戰中的埃及最終大戰之後，博派與人類成立的特殊部隊NEST繼續掃蕩隱藏在地球的狂派。而一直待在宇宙的音波在脫離美軍的人造衛星之後，開始對地球展開監視行動。然而一群由人類組成的神秘部隊在暗地裡想要復原破碎的火種源....一場新的戰火即將引燃....。

### 遊戲
遊戲系列出現在PlayStation（PS2、PS3）、XBOX 360、個人電腦（簡稱PC）、Wii、NDS（NDSL、NDSi）、手機等，遊戲主要和ACTIVISION與Vicarious Visions合作。遊戲名為《Transformers:Revenge of The Fallen The Game》。NDS與第一集一樣，版本較為特別，有出博派版以及狂派版，名稱為兩種，有《Transformers:Revenge of The Fallen - Autobots》和《Transformers:Revenge of The Fallen - Decepticons》個兩種版本。NDS版本中第二集的狂派與第一集的狂派一樣較為熱賣。第二集的遊戲系列難度增高以及故事內容複雜，所以第一集玩過後會比較熟悉第二集的故事內容以及部份狀況。且所有金手指代碼全都確已消除。

### DVD
目前並沒有DVD正版光碟版本，據官方說法，可能會出Blu-Ray Disc版。

### 玩具
本片的玩具同樣是由TAKARA TOMY設計，由Hasbro負責出售，玩具共分成「LEGEND」、「DELXUE」、「VOYAGER」、「LEADER」、「HUMAN ALLIANCE」等級，同時也有出擎天柱和大黃蜂的頭盔和手部塑膠大砲。在玩具下方的海報圖片中，似乎還出了一款類似風火輪小汽車的"賽道"（手動組裝）和"賽車"（不可變形），名為:THE TRANSFORMERS:PRMS-Robot Powered Machines。

### 週邊
有出文具（鉛筆盒，鉛筆袋，鉛筆等）以及在玩具下方海報所擁有的 鞋子，衣服，背包，帽子，滑板，攜帶型電腦，G1經典DVD光碟，電影遊戲，漫畫。還有與物品代言的統一超商思樂冰的杯子，吸管 和m&m's巧克力的包裝 還有扇子，2裝1立體磁鐵，貼紙等...

## 獎項
| 年份   | 頒獎典禮       | 獎項                           | 得獎者                                  | 結果 |
| 2009年 | 青少年選擇獎   | 最佳夏日電影女星               | 梅根·福克斯                             | 獲獎 |
| 2009年 | 青少年選擇獎   | 最佳夏日電影男星               | 希亞·拉博夫                             | 獲獎 |
| 2009年 | 青少年選擇獎   | 最佳夏日電影-動作冒險類        | 全體劇組                                | 提名 |
| 2009年 | 第30屆金酸莓獎 | 最差影片                       |                                         | 獲獎 |
| 2009年 | 第30屆金酸莓獎 | 最差女主角                     | 梅根·福克斯                             | 提名 |
| 2009年 | 第30屆金酸莓獎 | 最差女配角                     | 朱麗葉·懷特                             | 提名 |
| 2009年 | 第30屆金酸莓獎 | 最差導演                       | 麥可·貝                                 | 獲獎 |
| 2009年 | 第30屆金酸莓獎 | 最差劇本                       | 羅伯托·奧奇/伊倫·克魯格/艾里克斯·庫茲曼 | 獲獎 |
| 2009年 | 第30屆金酸莓獎 | 最差銀幕搭檔                   | 希亞·拉博夫/梅根·福克斯                 | 提名 |
| 2009年 | 第30屆金酸莓獎 | 最差前傳、重拍、惡搞及續集電影 |                                         | 提名 |
| 2010年 | 奧斯卡金像獎   | 最佳音響效果                   | 格雷戈·羅素                             | 提名 |
| 2010年 | 土星獎         | 最佳科幻電影                   | 全體劇組                                | 提名 |
| 2010年 | MTV電影獎      | 最驚人場面                     | 伊莎貝爾·盧卡斯                         | 提名 |
| 2010年 | 人民選擇獎     | 最受歡迎銀幕組合               | 希亞·拉博夫、梅根·福克斯                | 提名 |

## 外部連結
- 互联网电影数据库（IMDb）上《變形金剛狂派再起》的资料（英文）
- AllMovie上《變形金剛：復仇之戰》的资料（英文）
- 爛番茄上《變形金剛：復仇之戰》的資料（英文）
- Metacritic上《變形金剛：復仇之戰》的資料（英文）
- Box Office Mojo上《變形金剛：復仇之戰》的資料（英文）
- Yahoo奇摩電影上《變形金剛：復仇之戰》的資料（繁體中文）
- 開眼電影網上《變形金剛：復仇之戰》的資料（繁體中文）
- 豆瓣电影上《變形金剛：復仇之戰》的資料 （简体中文）
- 时光网上《變形金剛：復仇之戰》的資料（简体中文）